# Anton Hauk

Anton Hauk

Anton Hauk (* 15. Juli 1886 in Reutenhau bei Schönberg, Mähren; † 13. Juli 1971 in Helmstedt) war ein deutscher Politiker (NSDAP).

## Leben und Wirken
Nach dem Besuch der Volksschule und der Bürgerschule wurde Anton Hauk von Juli 1901 bis Juli 1903 an der Landes-, Ackerbau- und Flachsbereitungsschule Schöneberg ausgebildet. Anschließend arbeitete er von Sommer 1903 bis zum Januar 1920 als landwirtschaftlicher Beamter in der Provinz Posen. Am Ersten Weltkrieg nahm Hauk zeitweise als Ersatzreservist beim Infanterieregiment 93 teil.
1919 erwarb Hauk das Rittergut Mittel-Stradam im Landkreis Groß Wartenberg. Außerdem pachtete er am 1. März 1921 das Majorat Groß-Weigelsdorf bei Breslau und am 1. März 1925 die preußische Staatsdomäne Ober-Paulsdorf. Die letztere trat er am 1. Januar 1928 zu Siedlungszwecken ab. Im März 1929 folgte der Kauf des Rittergutes Merzdorf. Zum 1. März 1930 trat er der NSDAP bei (Mitgliedsnummer 202.989). Von 1933 bis 1935 war er Landrat des Landkreises Züllichau-Schwiebus.
Von April 1932 bis zur Auflösung dieser Körperschaft im Herbst 1933 war Hauk Mitglied des Preußischen Landtags. Anschließend saß er von November 1933 bis zum März 1936 als Abgeordneter für den Wahlkreis 4 (Potsdam I) im nationalsozialistischen Reichstag.
Der Ministerpräsidenten Hermann Göring ernannt ihn im März 1939 als ein um Staat und Volk sonst verdienter Mann der Provinz Brandenburg zum Preußischen Provinzialrat.